# Lhotice (Mnichovo Hradiště)
Lhotice  jsou vesnice, část města Mnichovo Hradiště v okrese Mladá Boleslav ve Středočeském kraji. Nachází se asi tři kilometry jihovýchodně od Mnichova Hradiště; severozápadně od Lhotic se zvedá vrch Horka (310 metrů) a Kozlovka (300 metrů).

## Historie
První písemná zmínka o vesnici pochází z roku 1393.
Sbor dobrovolných hasičů Lhotice pořádá pravidelně v červnu soutěž Přejezd rybníka.

## Obyvatelstvo
| Rok            | 1869 | 1880 | 1890 | 1900 | 1910 | 1921 | 1930 | 1950 | 1961 | 1970 | 1980 | 1991 | 2001 | 2011 | 2021 |
| -------------- | ---- | ---- | ---- | ---- | ---- | ---- | ---- | ---- | ---- | ---- | ---- | ---- | ---- | ---- | ---- |
| Počet obyvatel | 170  | 220  | 171  | 181  | 171  | 199  | 174  | 152  | 132  | 88   | 89   | 96   | 96   | 102  | 149  |
| Počet domů     | 19   | 19   | 21   | 20   | 22   | 23   | 29   | 32   | 32   | 25   | 32   | 37   | 39   | 44   | 55   |

## Obecní správa
Při sčítání lidu v letech 1850–1960 Lhotice byly samostatnou obcí, se kterým patřily nejprve do okresu Mnichovo Hradiště, ale od roku 1960
v okrese Mladá Boleslav. Od 1. července 1960 do 31. prosince 1987 byly částí obce Boseň v okrese Mladá Boleslav. Od 1. ledna 1988 jsou částí města Mnichovo Hradiště v okrese Mladá Boleslav. Poté se Boseň opět osamostatnila, ale Lhotice již zůstaly součástí Mnichova Hradiště.

## Pamětihodnosti
- Zvonice
- Zemědělský dvůr čp. 1
- Sýpka usedlosti čp. 7

## Další fotografie

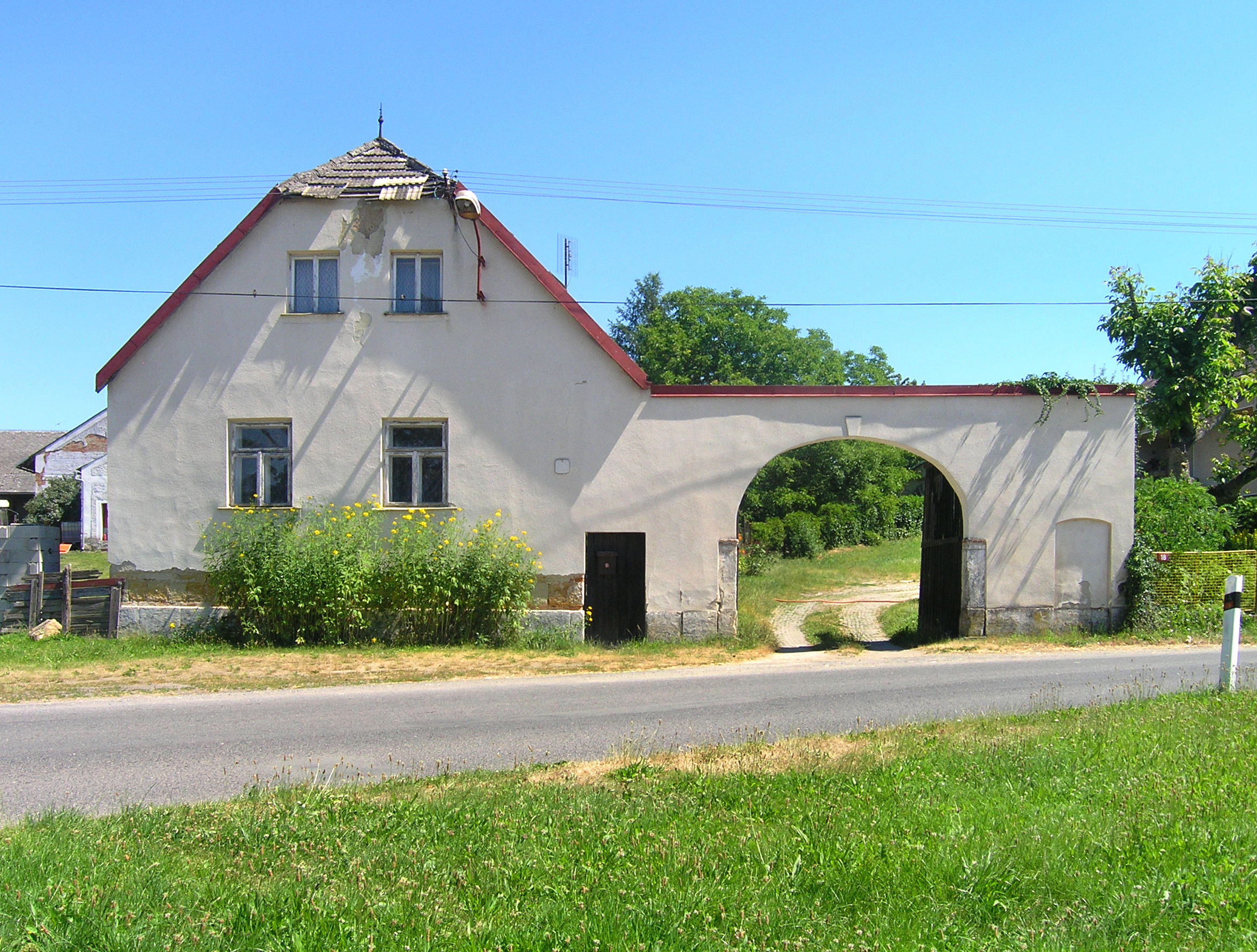
Portál bývalého statku
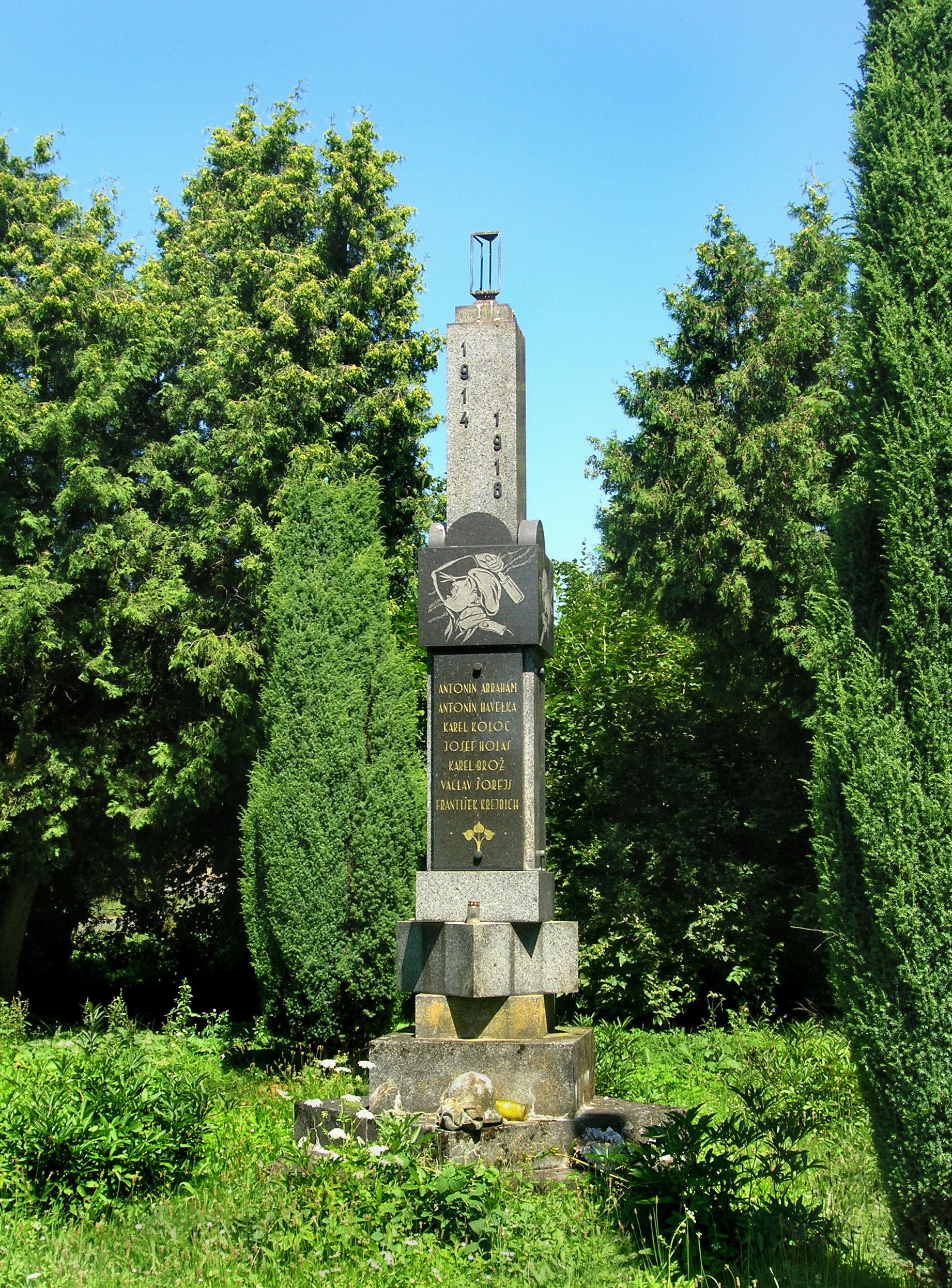
Památník obětem první světové války
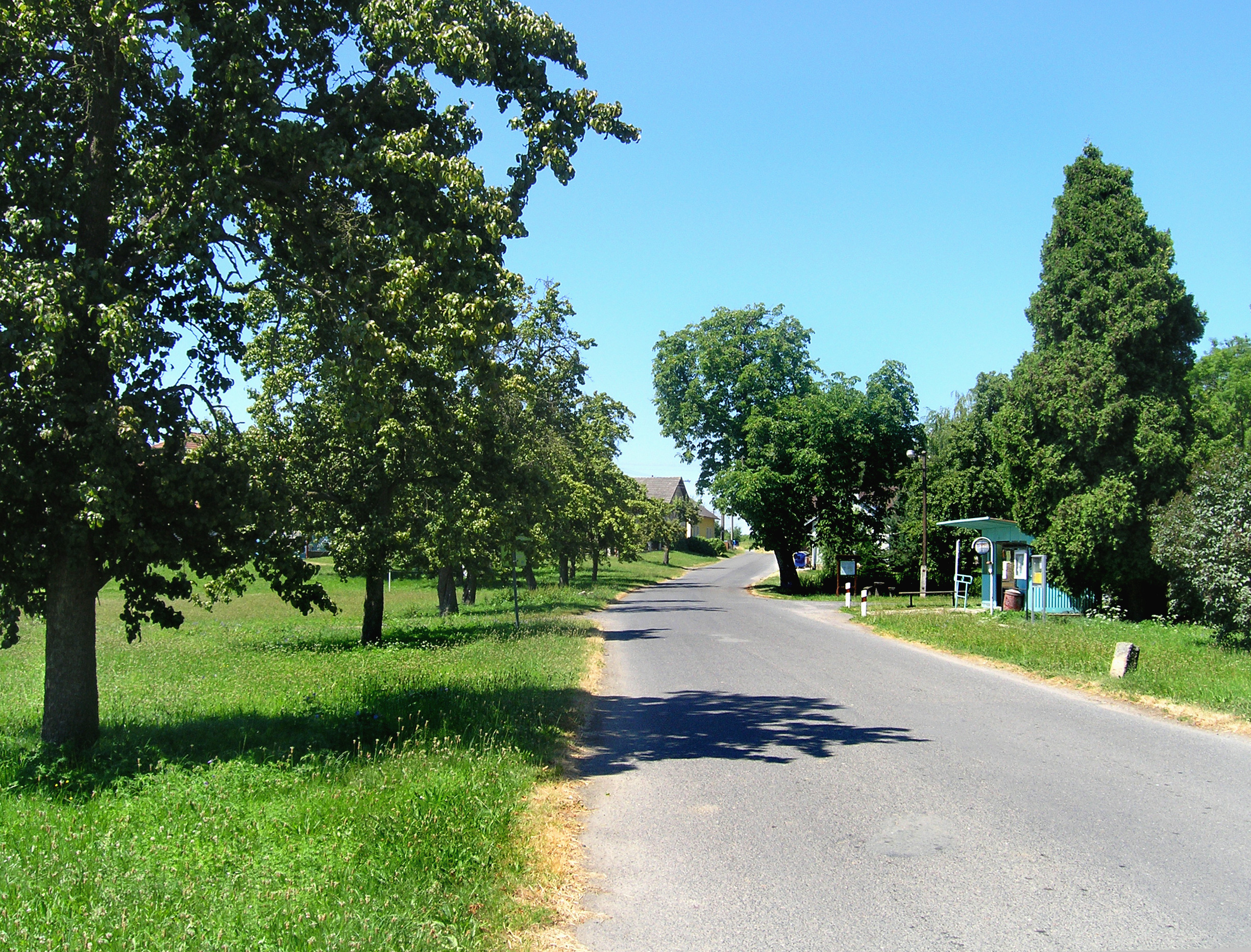
Náves se zastávkou
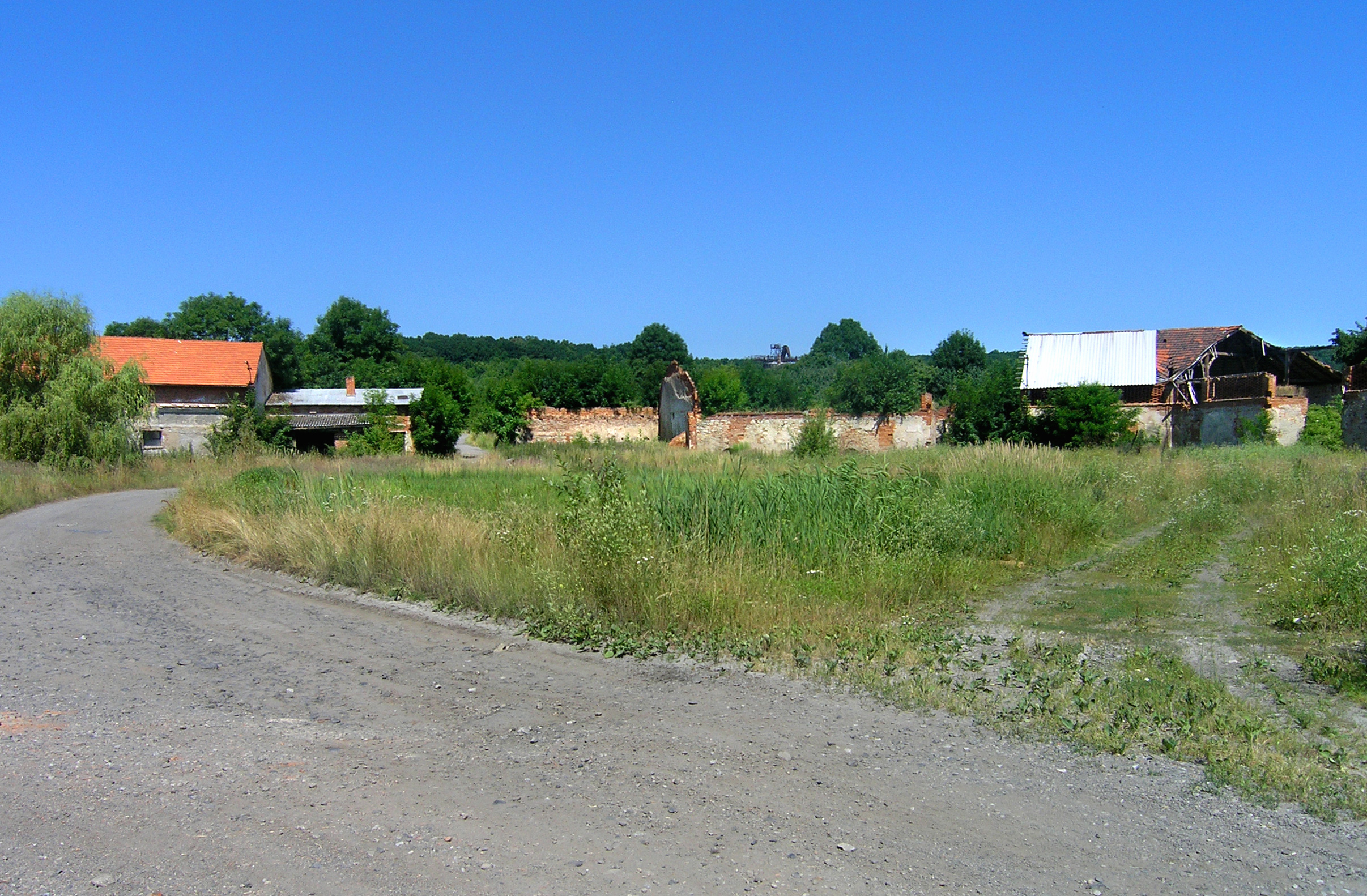
Rozpadající se budovy hospodářského dvora z 18. století